# Бранфорд (Коннектикут)
Бранфорд (англ. Branford) — місто (англ. town) в США, в окрузі Нью-Гейвен штату Коннектикут. Населення — 28 273 особи (2020).

### Клімат
| Клімат : Бранфорд       | Клімат : Бранфорд | Клімат : Бранфорд | Клімат : Бранфорд | Клімат : Бранфорд | Клімат : Бранфорд | Клімат : Бранфорд | Клімат : Бранфорд | Клімат : Бранфорд | Клімат : Бранфорд | Клімат : Бранфорд | Клімат : Бранфорд | Клімат : Бранфорд | Клімат : Бранфорд |
| Показник                | Січ.              | Лют.              | Бер.              | Квіт.             | Трав.             | Черв.             | Лип.              | Серп.             | Вер.              | Жовт.             | Лист.             | Груд.             | Рік               |
| Абсолютний максимум, °C | 20,0              | 20,0              | 26,7              | 33,3              | 35,6              | 36,7              | 37,8              | 37,2              | 36,7              | 31,1              | 26,7              | 24,4              | 37,8              |
| Середній максимум, °C   | 3,9               | 5,0               | 8,9               | 15,6              | 21,1              | 26,1              | 28,9              | 27,8              | 23,9              | 17,8              | 12,2              | 6,7               | 16,5              |
| Середній мінімум, °C    | −3,9              | −2,8              | 0,6               | 5,0               | 10,6              | 16,1              | 18,9              | 18,9              | 15,0              | 9,4               | 4,4               | −0,6              | 7,7               |
| Абсолютний мінімум, °C  | −22,2             | −18,9             | −13,3             | −7,8              | 0,0               | 4,4               | 8,3               | 7,2               | 2,8               | −4,4              | −8,3              | −18,3             | −22,2             |
| Норма опадів, мм        | 117               | 82                | 118               | 115               | 119               | 113               | 109               | 114               | 118               | 115               | 114               | 102               | 1336              |
| ----------------------- | ----------------- | ----------------- | ----------------- | ----------------- | ----------------- | ----------------- | ----------------- | ----------------- | ----------------- | ----------------- | ----------------- | ----------------- | ----------------- |
| Джерело:                |                   |                   |                   |                   |                   |                   |                   |                   |                   |                   |                   |                   |                   |

## Демографія
Згідно з переписом 2010 року, у місті мешкало 28 026 осіб у 12 739 домогосподарствах у складі 7411 родини. Було 13972 помешкання
Расовий склад населення:
| - 91,9 % — білих - 3,7 % — азіатів - 1,9 % — чорних або афроамериканців - 0,2 % — корінних американців - 1,0 % — осіб інших рас |

До двох чи більше рас належало 1,3 %. Частка іспаномовних становила 4,1 % від усіх жителів.
За віковим діапазоном населення розподілялося таким чином: 17,7 % — особи молодші 18 років, 63,1 % — особи у віці 18—64 років, 19,2 % — особи у віці 65 років та старші. Медіана віку мешканця становила 47,0 року. На 100 осіб жіночої статі у місті припадало 88,8 чоловіків;  на 100 жінок у віці від 18 років та старших — 85,7 чоловіків також старших 18 років.
Середній дохід на одне домашнє господарство  становив 105 463 долари США (медіана — 75 366), а середній дохід на одну сім'ю — 131 637 доларів (медіана — 100 241). Медіана доходів становила 64 092 долари для чоловіків та 56 354 долари для жінок. За межею бідності перебувало 5,5 % осіб, у тому числі 7,4 % дітей у віці до 18 років та 4,4 % осіб у віці 65 років та старших.
Цивільне працевлаштоване населення становило 15 241 особа. Основні галузі зайнятості: освіта, охорона здоров'я та соціальна допомога — 30,6 %, роздрібна торгівля — 11,7 %, науковці, спеціалісти, менеджери — 11,2 %.